# Mikroregion Porangatu
Die Mikroregion Porangatu liegt im Mittelwesten (Região Central-Oeste) von Brasilien. Sie ist eine durch das Instituto Brasileiro de Geografia e Estatística (IBGE) für geostatistische Zwecke festgelegte Region im brasilianischen Bundesstaat Goiás. Sie gehört zur geostatistischen Mesoregion Nord-Goiás und umfasst 19 Gemeinden.

## Geographische Lage
Die Mikroregion Porangatu grenzt an die Mikroregionen (Mesoregionen):
- Im Norden an Gurupis und Rio Formoso (Ocidental do Tocantins, TO)
- Im Osten an Dianópolis (Oriental do Tocantins, TO) und Chapada dos Veadeiros (Nord-Goiás)
- Im Südosten an Entorno de Brasília (Ost-Goiás)
- Im Süden an Mikroregion Ceres (Zentral-Goiás)
- Im Westen an São Miguel do Araguaia (Nordwest-Goiás)

## Gemeinden in der Mikroregion Porangatu
| Gemeinde                 | Lage                                  | Fläche (km²) | Einwohner geschätzt 2009 | Bevölkerungs- dichte (Einw./km²) | GDP in 2003 (Mio. R$) |
| ------------------------ | ------------------------------------- | ------------ | ------------------------ | -------------------------------- | --------------------- |
| Alto Horizonte           | Lage von Alto Horizonte in Goiás      | 503,762      | 3.392                    | 6,7                              |                       |
| Amaralina                | Lage von Amaralina in Goiás           | 1.412,909    | 3.719                    | 2,6                              |                       |
| Bonópolis                | Lage von Bonópolis in Goiás           | 1.628,479    | 3.160                    | 1,9                              |                       |
| Campinaçu                | Lage von Campinaçu in Goiás           | 1.974,367    | 3.908                    | 2,0                              |                       |
| Campinorte               | Lage von Campinorte in Goiás          | 1.068,274    | 10.039                   | 9,4                              |                       |
| Campos Verdes            | Lage von Campos Verdes in Goiás       | 441,702      | 6.331                    | 14,3                             |                       |
| Estrela do Norte         | Lage von Estrela do Norte in Goiás    | 301,641      | 3.223                    | 10,7                             |                       |
| Formoso                  | Lage von Mara Rosa in Goiás           | 844,285      | 8.000                    | 9,5                              |                       |
| Mara Rosa                | Lage von Mara Rosa in Goiás           | 1.703,948    | 10.360                   | 6,1                              |                       |
| Minaçu                   | Lage von Minaçu in Goiás              | 2.860,719    | 31.417                   | 11,0                             |                       |
| Montividiu do Norte      | Lage von Montividiu do Norte in Goiás | 1.332,991    | 4.702                    | 3,5                              |                       |
| Mutunópolis              | Lage von Mutunópolis in Goiás         | 869,033      | 4.086                    | 4,7                              |                       |
| Niquelândia              | Lage von Niquelândia in Goiás         | 9.843,170    | 39.803                   | 4,0                              |                       |
| Nova Iguaçu de Goiás     | Lage von Nova Iguaçu de Goiás         | 628,44       | 2.678                    | 4,3                              |                       |
| Porangatu                | Lage von Porangatu in Goiás           | 4.820,485    | 40.469                   | 8,4                              |                       |
| Santa Tereza de Goiás    | Lage von Tereza de Goiás              | 794,553      | 4.141                    | 5,2                              |                       |
| Santa Terezinha de Goiás | Lage von Tereza de Goiás              | 1.202,195    | 11.829                   | 9,8                              |                       |
| Trombas                  | Lage von Trombas in Goiás             | 799,123      | 3.683                    | 4,6                              |                       |
| Uruaçu                   | Lage von Uruaçu in Goiás              | 2.141,776    | 34.470                   | 16,1                             |                       |
| Total:                   | Mikroregion Porangatu in Goiás        | 35.171,853   | 229.410                  | 6,5                              |                       |